# Gypohierax angolensis
L'avvoltoio delle palme (Gypohierax angolensis Rüppell, 1836) è una specie di uccello della famiglia degli Accipitridi originario di gran parte dell'Africa subsahariana. È l'unica specie del genere Gypohierax Rüppell, 1836.

## Descrizione

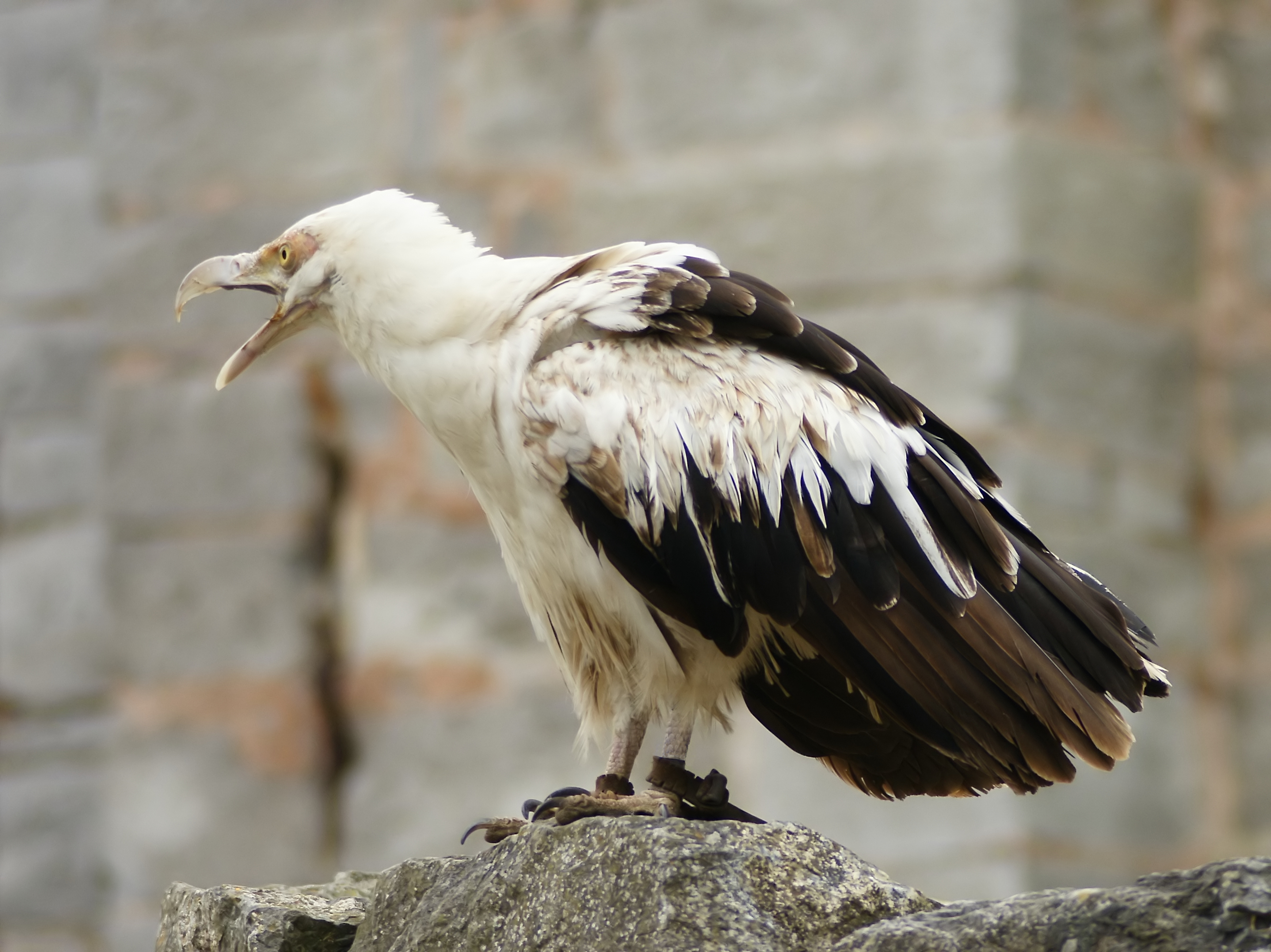
Esemplare giovane.

Con il piumaggio prevalentemente bianco e le penne nere di ali e coda, gli esemplari adulti possono essere talvolta scambiati per aquile pescatrici africane o capovaccai, dai quali si differenziano per non avere il corpo color castano delle prime e la coda bianca dei secondi. Sebbene la testa, la gola e il collo siano interamente ricoperti di piume, la vasta zona di pelle nuda rossastra che si estende attorno alla faccia e agli occhi è chiaramente vulturina. I sessi sono quasi identici nell'aspetto, essendo la femmina solo leggermente più grande del maschio (1,2-1,8 kg). I giovani, d'altro canto, sono prevalentemente marroni con ali parzialmente nere, e impiegano tre o quattro anni prima di indossare il piumaggio proprio degli adulti.

## Distribuzione e habitat
L'avvoltoio delle palme è una specie localmente abbondante che occupa un vasto areale esteso su gran parte dell'Africa, dal Gambia fino al Kenya, spingendosi a sud fino al Sudafrica nord-orientale.
Come indica il nome, l'areale dell'avvoltoio delle palme si sovrappone perfettamente a quello delle palme da olio (Elaeis sp.) o delle palme rafia (Raphia sp.). Di conseguenza, è maggiormente comune nelle foreste costiere e nelle paludi di mangrovie al di sotto dei 1500 metri, ma è presente anche nelle savane umide.

## Biologia

### Alimentazione

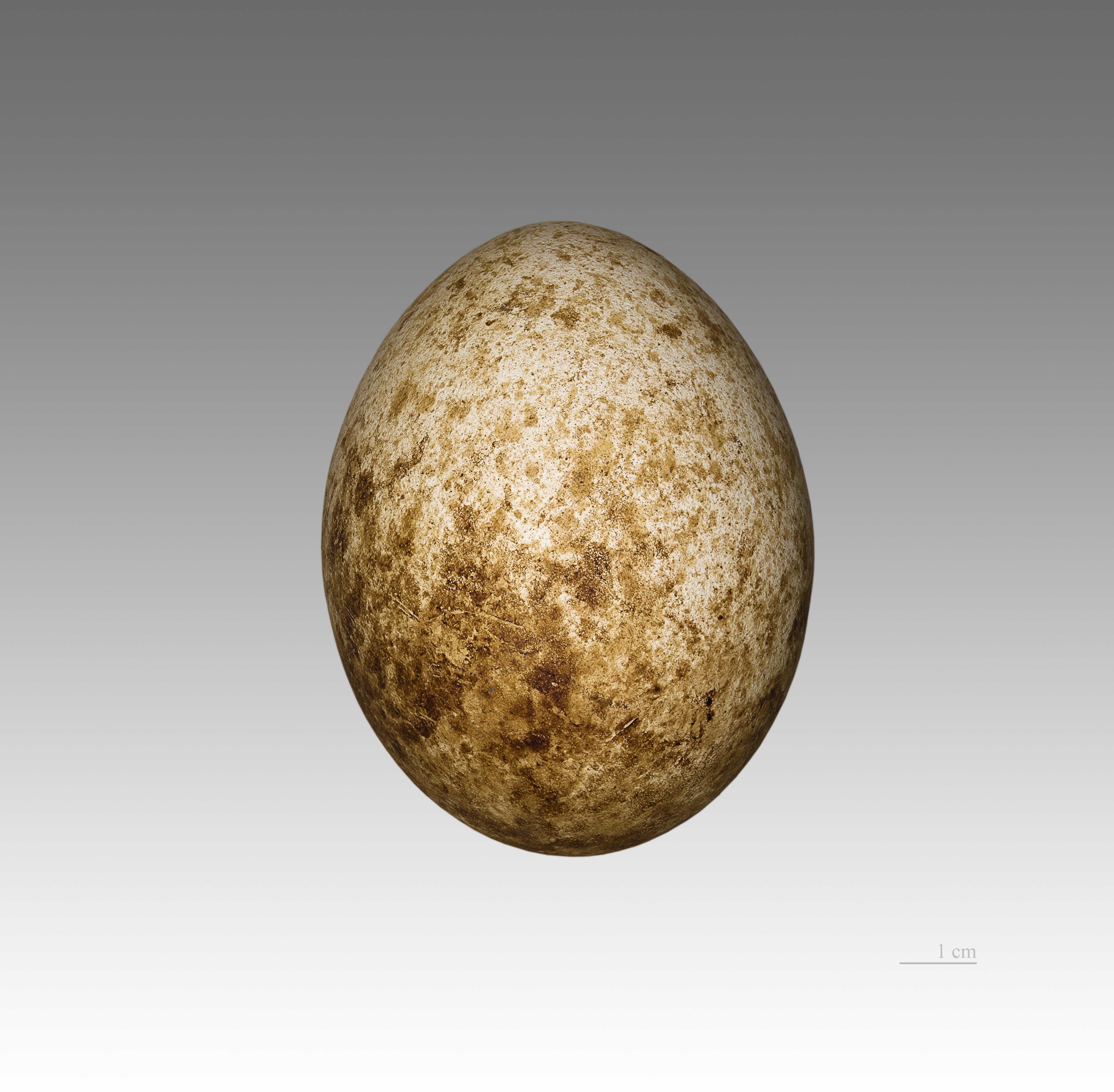
Uovo di Gypohierax angolensis.

L'avvoltoio delle palme è uno dei pochissimi rapaci che consuma regolarmente sostanze vegetali. Il rivestimento carnoso dei frutti della palma da olio e della palma rafia, assieme a datteri selvatici e altri frutti, costituisce straordinariamente il 58-65% della dieta degli esemplari adulti e fino al 92% della dieta dei giovani. Questo insolito avvoltoio ricava le sostanze nutritive mancanti da fonti di cibo più convenzionali, quali pesci, granchi e invertebrati, ma può consumare anche piccoli mammiferi, uccelli e rettili, sia dando loro la caccia che, occasionalmente, sotto forma di carogne. Di conseguenza, non può essere considerato rigorosamente frugivoro, ma solo raramente viene avvistato attorno alle carcasse di grossi animali che costituiscono il nutrimento fondamentale degli altri avvoltoi africani.

### Riproduzione
Le coppie riproduttive costruiscono grandi nidi di ramoscelli sulla sommità di alberi elevati e spesso mostrano un forte attaccamento al sito di nidificazione, rimanendo nelle sue vicinanze per tutto l'arco dell'anno. Agli inizi della stagione riproduttiva, i partner si alzano in volo per effettuare una parata aerea fatta di rotazioni e picchiate, molto più acrobatica di quella della maggior parte degli avvoltoi. Durante ogni ciclo riproduttivo, viene deposto un unico uovo bianco e marrone-cioccolato, che viene covato da entrambi i genitori per un periodo di quattro-sei settimane. Generalmente attorno a 85-90 giorni dopo la schiusa, il piccolo, ricoperto da un piumaggio marrone, si invola.